# Johannes de Garlandia (Grammatiker)

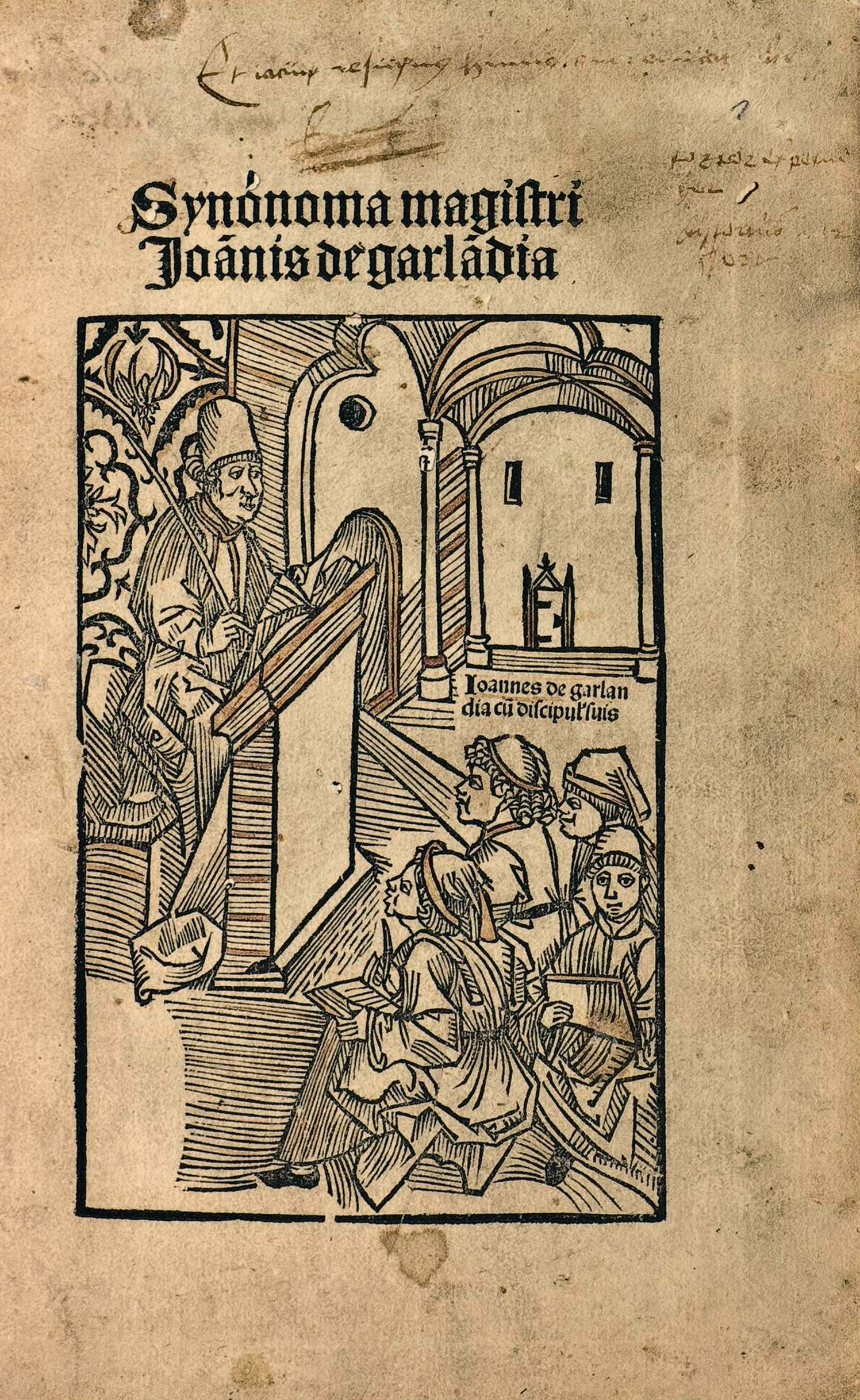
Titelbild des Werks Synónoma magistri

Johannes de Garlandia (lateinisch auch Johannes Anglicus und Johannes Garlandius, französisch Jean de Garlande, englisch John of Garland; * um 1195; † nach 1272) war ein englischer Hochschullehrer, Dichter und Schriftsteller, der mit seinen Lehrschriften eine große Wirkung im spätmittelalterlichen Europa entfaltete.

## Leben
In England vielleicht um 1195 geboren, studierte er in Oxford und trat vor 1220 als Lehrer an der Pariser Universität in Erscheinung. Er unterrichtete im Clos de Garlande (daher der Name) und nahm 1229 an der Gründung der Universität Toulouse teil. Von 1229 bis 1232 lehrte Johannes an der Hochschule in Toulouse, kehrte aber wieder nach Paris zurück. Johannes starb wahrscheinlich nach 1272.
Die Schriften des Johannes de Garlandia beziehen sich auf grammatische und rhetorische Themen und sind zumeist in metrischen Versen/Hexametern niedergeschrieben. Er war ein Kenner der klassischen Literatur und Autor eines Ovid-Kommentars (Integumenta super Ovidii Metamorphosin) sowie eines Dictionarius (um 1220), mehrerer Grammatik-Abhandlungen, die der Verteidigung der klassischen Grammatik gegen Vereinfachung dienten, die im Doctrinal und im Grécisme propagiert wurden.
Im Epithalamium beate Marie virginis stellt Johannes die im späteren Mittelalter geläufige Translatio studii vom Orient über Griechen und Römer nach Paris vor, Paris ist für den Schriftsteller Lebensmittelpunkt und Zentrum von Philosophie und Dichtung. Johannes’ Hauptwerk De triumphis ecclesie, kurz vor 1252 abgeschlossen, behandelt die Ereignisse in Zusammenhang mit der Kreuzzugsbewegung vom endenden 12. bis zur Mitte des 13. Jahrhunderts einschließlich der Geschehnisse beim Albigenserkreuzzug.
Die Identifikation des Grammatikers als Autor der beiden Musiktraktate De plana musica und De mensurabili musica, die unter dem Namen Johannes de Garlandia überliefert sind, wird von der Forschung derzeit mehrheitlich abgelehnt.
Es gibt auch eine fälschliche Identifizierung mit dem alchemistischen Autor Hortulanus, Kommentator der Tabula Smaragdina, basierend auf einer in Basel 1560 unter dem Namen von Garlandius publizierten alchemistischen Textsammlung.

## Werke
- Dictionarius, Commentarius, Synonyma, Equivoca, Verba deponentia, Distigium sive Cornutus als Wörterbücher u. ä.
- Compendium grammaticale zur Grammatik
- Parisiana Poetria, Exempla honeste vite zu Stil und Dichtung
- Integumenta Ovidii, De mysteriis ecclesie als allegorisch-symbolische Schriften
- Epithalamium beate Marie virginis, Miracula beate Marie virginis (Stella maris) als Marienschriften
  - Digitalisat der Edition von Evelyn Faye Wilson: The Stella Maris of John of Garland. Edited, Together With a Study of Certain Collections of Mary Legends Made in Northern France in the Twelfth and Thirteenth Centuries, The Medieaeval Academy of America, Cambridge, Mass. 1946.
- De triumphis ecclesie als Epos über die Kreuzzüge
- Memoriale als medizinische Schrift
- Gedichte
- Conductus auf Toulouse
- Verba deponentalia : Komm.: Johannes Synthen Heinrich Quentell, Köln um 1484 (Digitalisat)
- Confessionale pro scholasticis et aliis multum utile. Gotfridus de Os, Gouda um 1486 (Digitalisierte Ausgabe)
- Verba deponentalia : Komm.: Johannes Synthen. - Deventer : Jakob von Breda, 1491. Digitalisierte Ausgabe der Universitäts- und Landesbibliothek Düsseldorf
- Composita verborum / Johannes de Garlandia. Komm.: Johannes Synthen. - Deventer : Jakob von Breda, 1490–1491. Digitalisierte Ausgabe der Universitäts- und Landesbibliothek Düsseldorf
- Poeniteas cito : Mit dem Kommentar "Praesens libellus tractans ..., Köln, Johann Koelhoff d. Ä., 20. XII. 1489 (Digitalisat)

### Verlorene Werke
- Assertiones fidei (um 1230)
- Conductum de Tholosa (um 1230)
- Georgica spiritualia (um 1230)
- Gesta apostolica (um 1230)
- Memoriale (um 1234)